# Jovan Lazarević
Jovan Lazarević (serbisch-kyrillisch Јован Лазаревић, * 3. Mai 1952 in Mudrike, Sozialistische Föderative Republik Jugoslawien) ist ein ehemaliger serbischer Leichtathlet, der sich auf das Kugelstoßen spezialisiert hat der für Jugoslawien an den Start ging. Seinen größten Erfolg feierte er mit dem Gewinn der Bronzemedaille bei den Halleneuropameisterschaften 1982 in Mailand sowie der Goldmedaille bei den Mittelmeerspielen 1983 in Casablanca.

## Sportliche Laufbahn
Erste internationale Erfahrungen sammelte Jovan Lazarević vermutlich im Jahr 1981, als er bei den Balkanspielen in Sarajevo mit einer Weite von 19,93 m die Goldmedaille im Kugelstoßen gewann. Im Jahr darauf gewann er bei den Halleneuropameisterschaften in Mailand mit 19,65 m die Bronzemedaille hinter seinem Landsmann Vladimir Milić und Remigius Machura aus der Tschechoslowakei und im Sommer verpasste er bei den Freiluft-Europameisterschaften in Athen mit 19,27 m den Finaleinzug. 1983 siegte er mit 20,05 m bei den Mittelmeerspielen in Casablanca und im Jahr darauf wurde sein Resultat bei den Halleneuropameisterschaften in Göteborg wegen eines Dopingverstoßes annulliert. 1987 gewann er bei den Mittelmeerspielen in Latakia mit 19,06 m die Silbermedaille hinter dem Griechen Dimitrios Koutsoukis und im Jahr darauf gewann er bei den Balkanspielen in Ankara mit 19,86 m die Silbermedaille hinter dem Bulgaren Georgi Todorow. 1990 schied er bei den Europameisterschaften in Split mit 19,18 m in der Qualifikationsrunde aus und trat daraufhin nicht mehr international in Erscheinung.
In den Jahren 1982 und 1983 sowie 1987 und 1988 wurde Lazarević jugoslawischer Meister im Kugelstoßen.